# Królestwo Kwarcu – Kingdom of Quartz
Królestwo Kwarcu – Kingdom of Quartz (jap. クオーツの王国 Kuōtsu no Ōkoku) – manga autorstwa Bomhat, publikowana na łamach magazynu „Gekkan Afternoon” wydawnictwa Kōdansha od grudnia 2022 do grudnia 2024.

## Fabuła
W świecie, gdzie anioły strzegą Królestwa Kwarcu przed demonami, młoda sierota o czarnych skrzydłach marzy, by do nich dołączyć, mimo że inni uważają ją za przeklętą. Gdy demony atakują jej sierociniec, a anioły giną jeden po drugim, w Blue budzi się mroczna, nieznana moc. Czy to dar, który ocali królestwo, czy zwiastun czegoś znacznie gorszego?

## Publikacja serii
Manga była publikowana w magazynie „Gekkan Afternoon” od 23 grudnia 2022 do 24 grudnia 2024. Wydawnictwo Kōdansha zebrało jej rozdziały do wydań w formacie tankōbon, których pierwszy tom ukazał się 23 maja 2023.
W Ameryce Północnej seria ukazuje się nakładem wydawnictwa Kodansha USA, natomiast w Polsce prawa do dystrybucji mangi nabyło wydawnictwo Waneko.
| Nr | Język japoński   | Język japoński         | Język polski     | Język polski           |
| Nr | Data wydania     | ISBN                   | Data wydania     | ISBN                   |
| -- | ---------------- | ---------------------- | ---------------- | ---------------------- |
| 1  | 23 maja 2023     | ISBN 978-4-06-531688-7 | 25 czerwca 2025  | ISBN 978-83-8389-151-4 |
| 2  | 22 września 2023 | ISBN 978-4-06-532951-1 | 15 września 2025 |                        |
| 3  | 22 maja 2024     | ISBN 978-4-06-535520-6 | 15 grudnia 2025  |                        |
| 4  | 23 grudnia 2024  | ISBN 978-4-06-537723-9 | —                |                        |